# Larinia jaysankari
Larinia jaysankari är en spindelart som beskrevs av Biswas 1984. Larinia jaysankari ingår i släktet Larinia och familjen hjulspindlar. Inga underarter finns listade i Catalogue of Life.